# Marva Whitney
Marva Ann Manning (Kansas City, 1 mei 1944 – aldaar, 22 december 2012), beter bekend als Marva Whitney, was een Amerikaans funkzangeres.
Ze trad op met de gospelmuziekgroep The Manning Gospel Singers. De leden daarvan waren allen familie van elkaar. Eind jaren zestig zong ze samen met James Brown.
Solo had ze ook succes in haar geboorteland met "I'm Tired, I'm Tired, I'm Tired (Things Better Change Before Its Too Late)" , "If You Don't Work (You Can't Eat)" en "It's My Thing (You Can't Tell Me Who to Sock It To)". Haar lied "Unwind Yourself" werd gebruikt voor Chad Jacksons hitsingle "Hear the Drummer (Get Wicked)" en door DJ Kool voor "Let Me Clear My Throat".
In 2006 ging ze samenwerken met DJ Pari en de Japanse groep Osaka Monaurail. Hun gezamenlijke concertreeks in Europa en Japan was succesvol. Eind 2009 zakte ze tijdens een optreden met The Transatlantics in Lorne, Australië, door een hartaanval in elkaar, waarbij ze in het publiek viel. Ze werd afgevoerd naar het Geelong Hospital.
- Bibliothèque nationale de France: cb14007882s (data)
- Gemeinsame Normdatei: 13465921X
- International Standard Name Identifier: 0000 0000 5515 2803
- Library of Congress Control Number: n94078511
- MusicBrainz: 9f2f2db6-8756-42d5-a05c-259866cad47b
- Virtual International Authority File: 207866
- WorldCat: E39PBJq6RGXk3hHkj9qmY7wwG3